# Magiel

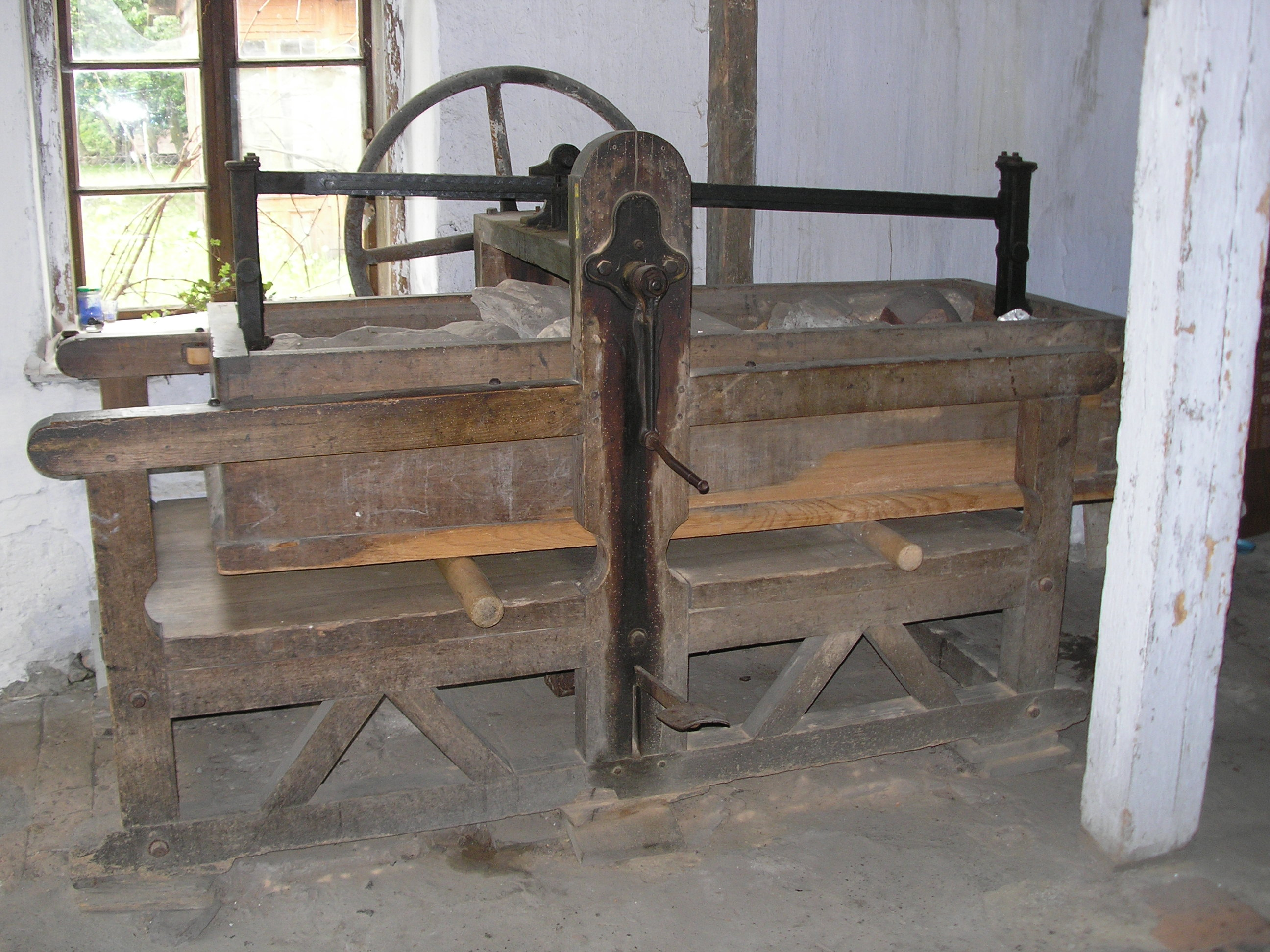
Magiel

Magiel albo maglownica – maszyna służąca do maglowania, czyli prasowania przy użyciu systemu walców. Maglowaniu poddawane są po praniu najczęściej większe sztuki bielizny – pościel, obrusy, ręczniki, zasłony, których prasowanie żelazkiem byłoby uciążliwe i nieefektywne.

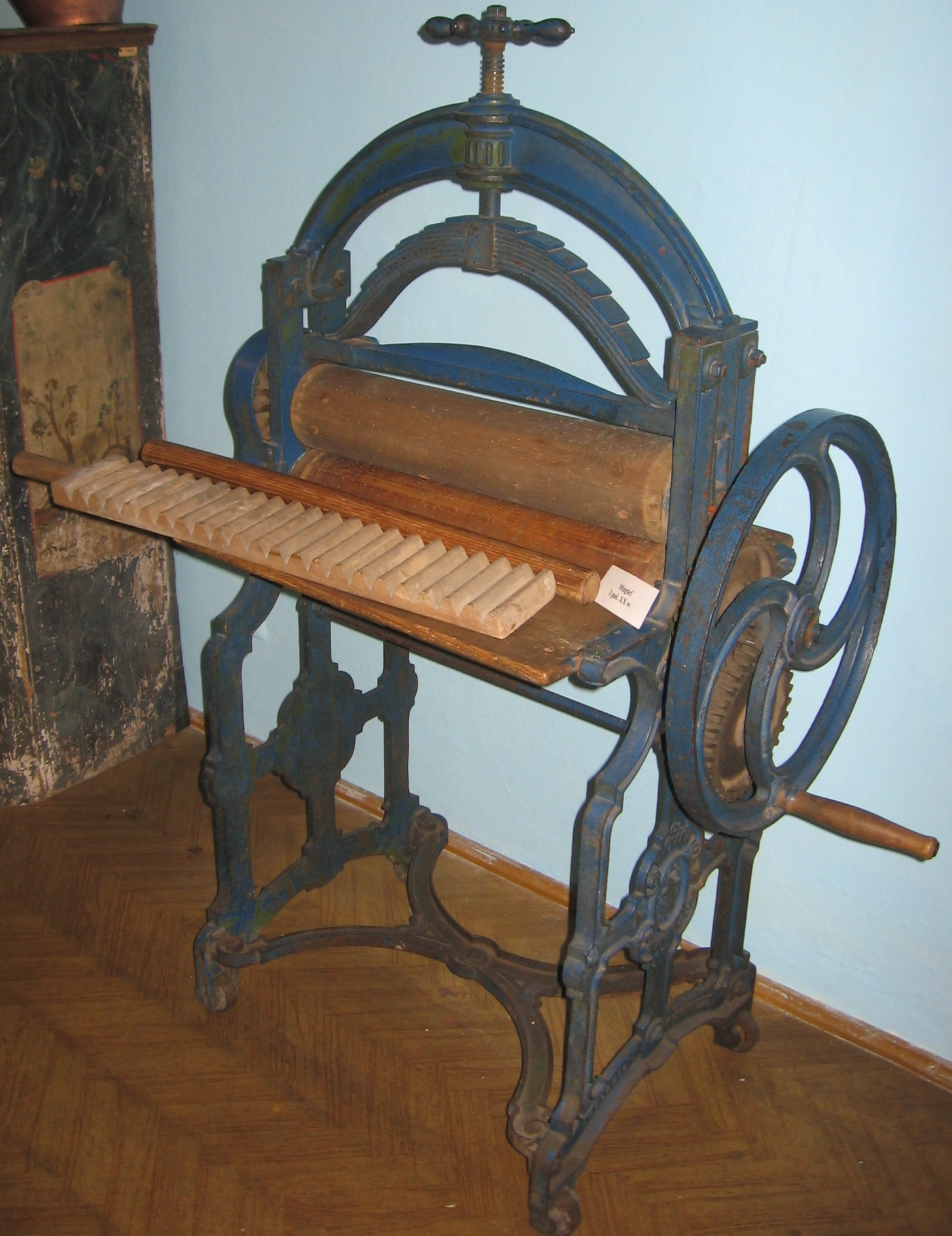
Magiel i maglownica (na blacie magla)

Powszechnie nazwą „magiel” określa się nie tylko samą maszynę, ale również punkt usługowy – pomieszczenie, w którym magiel jest zainstalowany. Określenie „maglownica” jest natomiast zarezerwowane tylko dla samego urządzenia.
W polszczyźnie literackiej wyraz „magiel” ma rodzaj męski, a przypisywanie mu przez niektórych Polaków rodzaju żeńskiego traktowane jest jako regionalna oboczność.

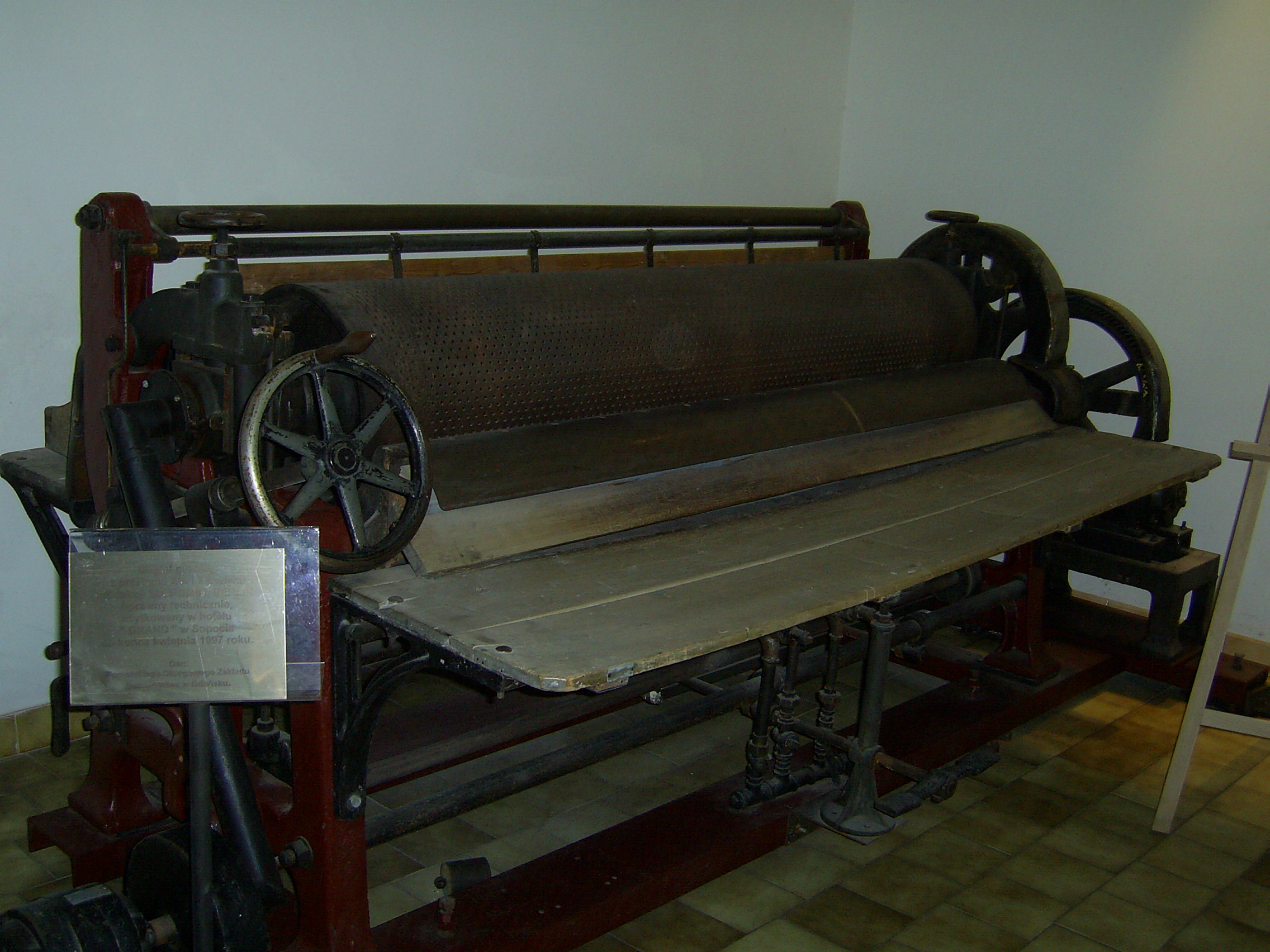
Magiel gazowy (eksponat Muzeum Gazownictwa w Warszawie)

## Mechanizm działania
Magiel występuje w dwóch wariantach:
- Pościel nawijana jest na wałek i zgniatana podczas przetaczania pomiędzy dwiema płaszczyznami.
- Dwa walce, o długości od kilkudziesięciu centymetrów do ponad dwóch metrów, z których jeden jest napędzany (ręcznie lub silnikiem elektrycznym) i sprężyście dociskany do drugiego. Pomiędzy oba walce wsuwa się płat maglowanej tkaniny, a obracanie cylindra powoduje przesuwanie się jej i rozprasowywanie. Ręczne urządzenie tego rodzaju do zastosowań domowych wykorzystywane może być także jako wyżymaczka do wyciskania nadmiaru wody z upranych tkanin.

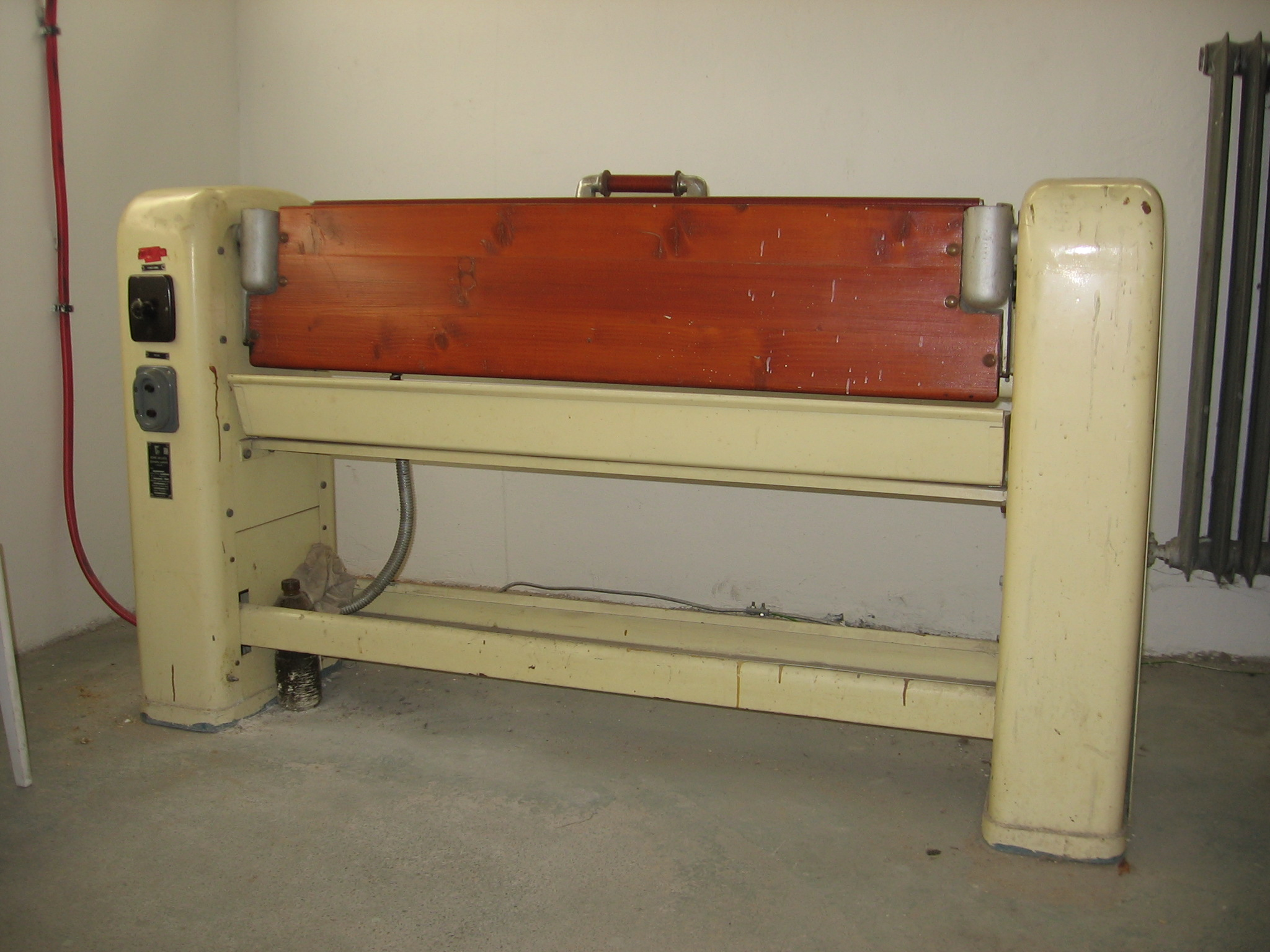
Magiel elektryczny

Maglownica składa się z dwóch części: elementem maglującym w kształcie karbowanej deski przetacza się po stole wałek, na który nawija się pościel do maglowania. 
W punktach usługowych, oferujących maglowanie bielizny, instalowane są zazwyczaj duże maglownice z napędem elektrycznym i podgrzewanymi cylindrami (np. przy pomocy gazu – tzw. magiel elektryczno-gazowy), co zapewnia szybkie i efektywne maglowanie nawet największych sztuk bielizny w podwyższonej temperaturze.

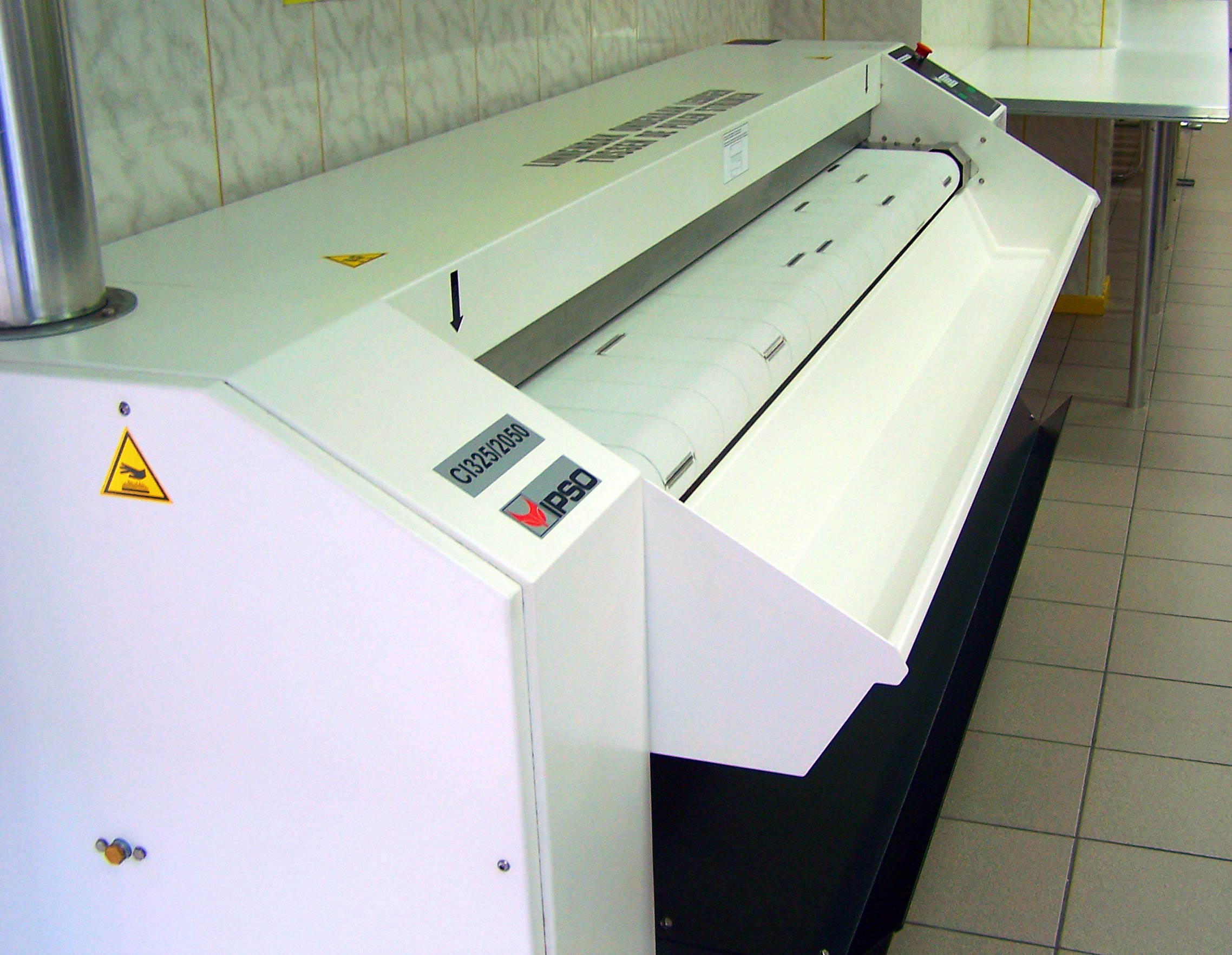
Nowoczesny magiel

### Magiel przeznaczony do punktów usługowych
Elementem maglującym jest skrzynia wypełniona kamieniami. Pościel do maglowania nawija się starannie, unikając załamań, na widoczne pod skrzynią wałki. Kręcenie korbą powoduje przetaczanie skrzyni na wałkach z pościelą. W skrajnym położeniu skrzynia unosi się, co pozwala na wymianę wałka. Urządzenie wymaga kilku osób do obsługi.

### Magiel napędzany mechanicznie
Maglowana pościel wsuwana jest pomiędzy walce (w przypadku magla gazowego dodatkowo ogrzewane gazem). Sprężyny zapewniają odpowiedni docisk, którego siłę można odpowiednio regulować za pomocą pokręteł.